# Fritz d'Orey
Frederico J C Themudo "Fritz" d'Orey (São Paulo, 25 maart 1938 – 31 augustus 2020) was een Formule 1-coureur uit Brazilië. Hij reed in 1959 drie Grands Prix voor de teams Scuderia Centro Sud en Maserati.